# Padew Narodowa (gmina)
Pour la localité, voir Padew Narodowa.
Padew Narodowa [ˈpadɛf narɔˈdɔva] est une commune rurale de la voïvodie des Basses-Carpates et du powiat de Mielec. Elle s'étend sur 70,6 km² et comptait 5 336 habitants en 2010. Elle se situe à environ 18 kilomètres au nord de Mielec et à 58 kilomètres au nord-ouest de Rzeszów, la capitale régionale.